# Nirupama Rao
Nirupama Menon Rao (India, 6 de diciembre de 1950) es una funcionaria jubilada del Servicio Exterior de la India de 1973, que trabajó como Secretaria de Relaciones Exteriores de la India de 2009 a 2011, además de ser Embajadora de la India en los Estados Unidos, China y Sri Lanka (Alto Comisionado) durante su carrera.
En julio de 2009, se convirtió en la segunda mujer (después de Chokila Iyer) en ocupar el cargo de Secretaria de Relaciones Exteriores de la India, jefa del Servicio Exterior de la India. En su carrera, se desempeñó en varios cargos, entre ellos, Ministra de Prensa, Información y Cultura en Washington D. C., Jefa Adjunta de Misión en Moscú, temporadas en el MEA como Secretaria Adjunta para Asia Oriental y Publicidad Externa, este último cargo la convierte en la primera mujer portavoz del MEA, Jefa de Personal, Embajadora en Perú y China, y Alto Comisionada en Sri Lanka.

## Biografía
Nirupama Rao nació en Malappuram, Kerala. Su padre, el teniente coronel PVN Menon, estaba en el ejército indio. Su madre, Meempat Narayanikutty, fue la primera mujer graduada universitaria en su familia, obteniendo una licenciatura en Matemáticas (con honores) de la Universidad de Madras en 1947. Sus hermanas, Nirmala y Asha, son médicas de profesión. Nirmala, siguió una carrera en la Armada de la India y se retiró en 2013 como Contralmirante Cirujano.
Debido a la profesión de su padre, Rao estudió en varias ciudades, incluidas Bangalore, Pune, Lucknow y Coonoor . Se graduó de Mount Carmel College, Bangalore, con una licenciatura en inglés en 1970, encabezando la Universidad de Bangalore. Fue miembro de la delegación de jóvenes del entonces gobierno de Mysore en la Expo 70 en Japón, en septiembre de 1970. Luego obtuvo su maestría en literatura inglesa en lo que entonces se conocía como la Universidad Marathwada en Maharashtra.
En 1973, Rao encabezó el Examen de Servicios Civiles de toda la India para el Servicio Exterior de la India y el Servicio Administrativo de la India, y se unió al Servicio Exterior de la India.

## Trayectoria
Al finalizar su formación en la Academia Nacional de Administración Lal Bahadur Shastri en Musoorie, trabajó en la Embajada de la India en Viena, Austria de 1976 a 1977, donde completó su formación en alemán en la Universidad de Viena. De 1978 a 1981, Rao se desempeñó como subsecretaria en las oficinas de África Meridional y Nepal, respectivamente, en el Ministerio de Relaciones Exteriores (MEA) en Nueva Delhi.
En 1981, Rao fue designada Primer Secretaria en el Alto Comisionado de la India en Sri Lanka. Aquí, fue testigo de primera mano de los devastadores disturbios étnicos de julio de 1983, que marcaron el comienzo de la Guerra Civil de Sri Lanka.
Después de regresar a Delhi, Rao se especializó en las relaciones de India con China. Se desempeñó en la División de Asia Oriental de MEA durante ocho años consecutivos sin precedentes, de 1984 a 1992, y finalmente se convirtió en Secretaria Adjunta de la división a fines de la década de 1980. En este período, Rao se convirtió en una experta en la disputa fronteriza entre China y la India y fue vista como mediadora clave en la revitalización de los lazos entre China y la India. Ella era miembro de la delegación encabezada por el primer ministro Rajiv Gandhi cuando realizó su histórica visita a Beijing en diciembre de 1988. Su interés en los asuntos tibetanos se consolidó con visitas a la Región Autónoma del Tíbet, incluida la conducción de un grupo de peregrinos indios a los lugares sagrados del monte. Kailash y el lago Mansarovar en agosto de 1986 y una visita a Lhasa y Xigaze en el verano de 1992.
Rao fue miembro del Centro Weatherhead para Asuntos Internacionales de la Universidad de Harvard en 1992-93, donde se especializó en Seguridad de Asia y el Pacífico. Su trabajo sobre el tema ganó el Premio Bimal Sanyal 1994 a la mejor disertación escrita por una oficial de IFS.
Tras su paso por Harvard, Rao trabajó como Ministra de Prensa, Información y Cultura en la Embajada de la India en Washington D. C. de 1993 a 1995.

### Embajadora de India en Perú y Bolivia
La primera Embajada de Rao fue en Perú con acreditación concurrente en Bolivia, sirviendo de 1995 a 1998. Su mandato fue testigo de la primera visita de un presidente indio en funciones a Perú, cuando KR Narayanan lo visitó en abril / mayo de 1998. Esto siguió a la visita del presidente peruano Alberto Fujimori a la India en mayo de 1997, la última visita de este tipo de un jefe de Estado peruano. En esa visita se firmaron varios acuerdos de cooperación mutua y dos acuerdos comerciales entre los países.
Rao estuvo presente en la embajada de Japón en Lima el 17 de diciembre de 1996, durante una recepción para celebrar el cumpleaños del Emperador de Japón. Dejó la embajada minutos antes de que fuera asaltada por un grupo de militantes de Túpac Amaru que ocupó la embajada durante los siguientes cuatro meses, manteniendo a varios rehenes de alto perfil.

### Portavoz del Ministerio de Relaciones Exteriores
Después de su mandato en Perú, Rao se trabajó como Subjefa de Misión en la Embajada de la India en Moscú de 1998 a 1999. Después de este puesto, regresó a los Estados Unidos como Ejecutiva Internacional Distinguida residente en la Universidad de Maryland en College Park de 1999 a 2000.
En 2001, Rao se convirtió en portavoz oficial del MEA con su nombramiento como Secretaria Adjunta de la División de Publicidad Externa (XP). Rao fue la primera, y hasta ahora única, portavoz mujer del MEA.
El mandato de Rao como portavoz coincidió con varios acontecimientos importantes, incluida la Cumbre de Agra de julio de 2001 entre India y Pakistán, el ataque de diciembre de 2001 al Parlamento indio y el posterior enfrentamiento entre India y Pakistán. Este fue un período durante el cual la oficina del portavoz brindó frecuentes sesiones informativas en vivo para los medios electrónicos e impresos, tanto nacionales como internacionales, y también comenzó a publicar las transcripciones completas de las sesiones informativas en el sitio web del MEA, una práctica que desde entonces se ha institucionalizado.
De 2002 a 2004, Rao trabajó como Secretaria Adicional de Administración (Jefa de Personal de MEA). Durante este período también fue inspectora del Servicio Exterior. En 2003, por iniciativa del entonces Asesor de Seguridad Nacional y Secretario Principal del Primer Ministro, Brajesh Mishra, Rao se convirtió en miembro de la delegación del Representante Especial para las conversaciones fronterizas con China. Participó en las tres primeras rondas de estas conversaciones antes de su partida a Sri Lanka en 2004.

### Alta Comisionada para la India en Sri Lanka
Rao se convirtió en la primera mujer alta comisionada de la India en Sri Lanka en agosto de 2004, reemplazando a Nirupam Sen. Su mandato en Sri Lanka vio el devastador tsunami de diciembre de 2004 con Rao supervisando y administrando las operaciones de socorro lanzadas por la India para las áreas afectadas de Sri Lanka, incluido el norte y este del país devastados por la guerra, donde visitó Jaffna, Batticaloa y otras ciudades. incluidos los campamentos de socorro. (El Ejército, la Armada y la Fuerza Aérea de la India participaron ampliamente en las operaciones de socorro; regresaban a la nación insular por primera vez después de la retirada de la Fuerza de Mantenimiento de la Paz de la India (IPKF) en 1990. Se recuerda especialmente la restauración de los enlaces de transporte por parte del ejército indio en la bahía de Arugam después del despliegue de cinco puentes Bailey. Las operaciones de la Armada de la India para limpiar los puertos de Galle y Colombo después del tsunami ganaron elogios especiales del gobierno de Sri Lanka. Los esfuerzos de socorro del gobierno indio como primera respuesta después del tsunami fueron ampliamente elogiados en Sri Lanka por su rapidez, eficacia y alcance.
Durante este período, Rao también fue testigo de importantes acontecimientos políticos internos en Sri Lanka, incluido el asesinato del ministro de Relaciones Exteriores Lakshman Kadirgamar (Rao fue la última persona extranjera en ver a Kadirgamar antes de su asesinato) y la elección de Mahinda Rajapaksa como presidente del país.

### Embajadora de India en China
En 2006, se convirtió en la primera mujer embajadora de la India en China. Durante su mandato, el presidente Hu Jintao visitó la India y el primer ministro Manmohan Singh visitó la República Popular China. El Consulado General de la India en Guangzhou fue inaugurado durante su mandato en octubre de 2007 por el entonces ministro de Asuntos Exteriores, Pranab Mukherjee. En 2007, Rao tomó la iniciativa de ampliar el Ala Cultural de la Embajada de la India, transformándola en un centro de actividades culturales que incluyen conferencias, seminarios, recitales de música y danza y clases para estudiantes chinos interesados en la cultura india. El Foro Empresarial India-China también se estableció durante este tiempo, lo que permitió un enfoque más nítido en las actividades comerciales relacionadas con el comercio y la inversión entre India y China.
En 2009, por iniciativa de Rao, India patrocinó un centro de formación e información para agricultores en la provincia occidental de Ningxia, una zona de bajos ingresos. Esta fue la primera vez en la historia de las relaciones entre India y China. La construcción de un templo budista de estilo indio en la antigua ciudad de Luoyang en el centro de China, también fue una actividad pionera desarrollada durante este período.
El mandato de Rao también fue testigo del devastador terremoto de Sichuan en el verano de 2008, en vísperas de los Juegos Olímpicos de Beijing. Después de esto, el gobierno indio anunció una ayuda por valor de 5 millones de dólares estadounidenses para las víctimas. Rao visitó la ciudad de Chengdu afectada por el terremoto poco después del terremoto para coincidir con la llegada de aviones de la Fuerza Aérea India que traían suministros de socorro.
El hecho de que Rao fuera llamada al Ministerio de Relaciones Exteriores de China a las 2 de la madrugada del 21 de marzo de 2008 durante los disturbios en el Tíbet fue objeto de considerable atención y críticas en los medios de comunicación indios.

### Ministra de Asuntos Exteriores de la India
Rao se convirtió en la segunda mujer Ministra de Relaciones Exteriores de la India, sucediendo a Shivshankar Menon, el 1 de agosto de 2009.
El 21 de diciembre de 2010, el Gobierno de la India aprobó la prórroga del mandato de Rao como Ministra de Relaciones Exteriores de la India hasta el 31 de julio de 2011. El mandato de dos años para los ministros de Relaciones Exteriores de la India se instituyó durante el mandato de Rao como ministra de Relaciones Exteriores.
Durante su mandato, Rao participó activamente en la gestión de las relaciones de India con sus vecinos y con Estados Unidos, Rusia y Japón, además de cuestiones multilaterales como la cooperación en energía nuclear y el cambio climático. En este período, la India fue elegida para un mandato de dos años como miembro no permanente del Consejo de Seguridad de las Naciones Unidas. La gestión realizada por Rao en los asuntos relacionados con India y Pakistán recibió una atención considerable en los medios. También jugó un papel decisivo en el establecimiento de los Consulados Generales de la India en Jaffna y Hambantota en Sri Lanka, y el ministro de Relaciones Exteriores, S. M. Krishna, la elogió públicamente por su papel en el proceso. Rao también dirigió dos conferencias de jefes de misión indios durante su mandato.
Rao hizo esfuerzos especiales para aumentar e intensificar las actividades de la División de Diplomacia Pública del Ministerio de Relaciones Exteriores aumentando significativamente su alcance. Fue pionera entre los altos funcionarios del Gobierno de la India en el uso de las redes sociales, y estableció su cuenta de Twitter en febrero de 2011.
Durante la evacuación de los indios en el momento de la crisis libia, se elogió a Rao por usar su cuenta de Twitter (https://twitter.com/NMenonRao ) para actualizar periódicamente al público sobre la evacuación y también para responder a las solicitudes de ayuda de los indios en Libia. A junio de 2019, tiene más de 1.4 millones de seguidores en Twitter. En 2010, mientras era Secretaria de Relaciones Exteriores, Rao pronunció la conferencia Harish Mahindra en la Universidad de Harvard y, en 2011, la conferencia inaugural del Consorcio de Singapur para el Diálogo entre India y China. También recibió el premio KPS Menon en 2010 y también el premio Sree Chithira Thirunal en 2011.

### Embajadora de la India en los Estados Unidos de América
Fue nombrada Embajadora de la India en los Estados Unidos después de completar su mandato como Ministra de Relaciones Exteriores. Trabajó como embajadora en los Estados Unidos desde septiembre de 2011 hasta noviembre de 2013.
Rao desempeñó un importante papel de defensa de la relación bilateral, participando activamente en varios foros públicos, incluidas muchas universidades, programas de radio y televisión líderes de EE. UU., y en los medios impresos, donde fue autora de artículos de opinión sobre cuestiones de género en India, cuestiones de derechos de propiedad intelectual relacionados con productos farmacéuticos y sobre el crecimiento de la asociación estratégica entre India y EE. UU. Intermedió frecuentemente con varias organizaciones comunitarias de indios americanos a lo largo y ancho de los Estados Unidos. Ella fue particularmente activa en su acercamiento a los miembros del Comité del Senado y de la Cámara sobre la India y los estadounidenses de origen indio en ambas Cámaras del Congreso de los Estados Unidos.
En este período también tuvo lugar la visita del primer ministro Manmohan Singh a Washington en septiembre de 2013, dos reuniones del Diálogo Estratégico India con Estados Unidos y varias interacciones a nivel ministerial entre los dos países.
Uno de los objetivos específicos de su misión era ver la actualización de un objetivo de larga tradición para la India, de adquirir una propiedad para albergar un Centro Cultural Indio en Washington. Su mandato vio la compra por parte del gobierno indio (que puso fin a una búsqueda que había durado cerca de cuatro décadas) de una propiedad en el centro de Washington D. C. para albergar el Centro. Rao siempre había sostenido que la fascinación de los Estados Unidos por la cultura india, las artes y las letras de la India, la música y la danza podían aprovecharse de manera eficaz para asegurar una comprensión y una asociación más profundas. Durante su mandato, la residencia de la Embajada de la India en Washington se convirtió en un centro de varios eventos culturales de alto perfil que atrajeron a la élite de la ciudad a la Embajada y, por lo tanto, mejoraron significativamente el alcance de la India en la ciudad. Sus esfuerzos también llevaron a la inscripción de la residencia de la Embajada en el registro de residencias históricas (patrimoniales) en el exclusivo barrio de Cleveland Park de la ciudad.

## Escritora
Ha escrito un libro de poesía, llamado Rain Rising. Sus poemas se han traducido al chino y al ruso. En junio de 2013, la Universidad de Calcuta publicó una traducción al malayalam de su libro "Rain Rising".
Al finalizar su mandato como Embajadora de la India en los Estados Unidos en noviembre de 2013, la Universidad Brown anunció que Nirupama Rao sería la becaria Meera y Vikram Gandhi residente en la Universidad durante 2014. Durante este año, Rao se dedicó a investigar y escribir sobre temas selectos de política exterior durante este período. Desde entonces, completó su beca en la Universidad de Brown. Ha dirigido un curso seminario sobre "La India en el mundo" en la Universidad de Brown en 2015. El curso cubre varias áreas clave de la política exterior de la India y la interacción global.
En noviembre de 2014, el Fondo Conmemorativo Jawaharlal Nehru, Nueva Delhi, anunció la concesión de la prestigiosa Beca Jawaharlal Nehru a Nirupama Rao en relación con su proyecto de libro (actualmente en redacción) titulado "La política de la historia: India y China, 1949 a 1962". El libro será una historia diplomática y política de las relaciones entre India y la República Popular China en la década crucial que condujo al breve conflicto fronterizo de 1962.
En la jubilación, Rao ha participado activamente en el circuito de conferencias en varias universidades e instituciones de educación superior.

## Reconocimientos
Nirupama Rao recibió el grado de Doctor en Letras (doctorado honoris causa) por la Universidad de Pondicherry en su Convocatoria en mayo de 2012. También fue incluida en el año 2012, en la lista global de las cien mujeres más influyentes en Twitter por ForeignPolicy.com. En febrero de 2016, Rao recibió el premio Vanitha Rathnam del gobierno de Kerala.

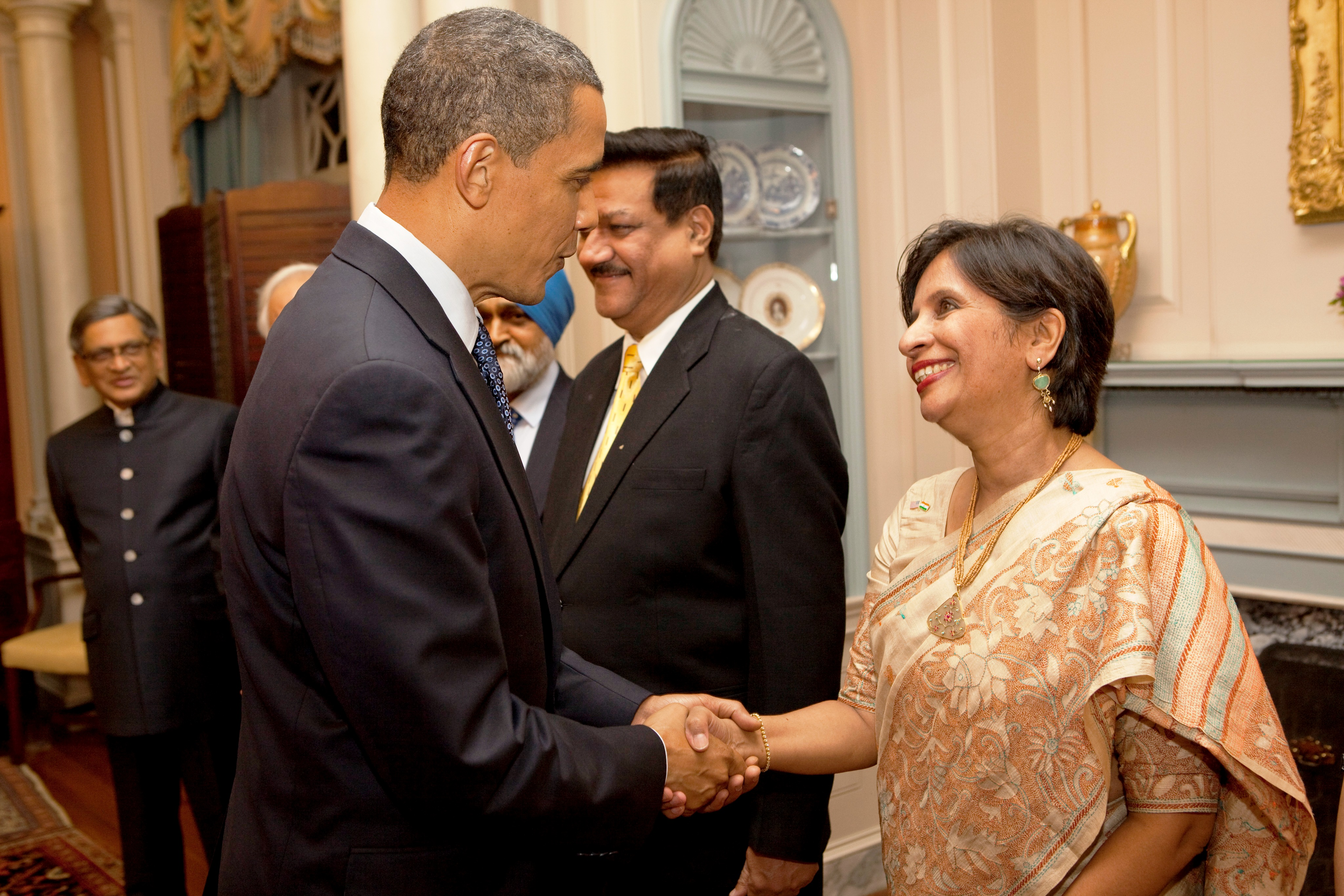
El presidente Obama le da la mano a Rao, en Washington D. C., 2010

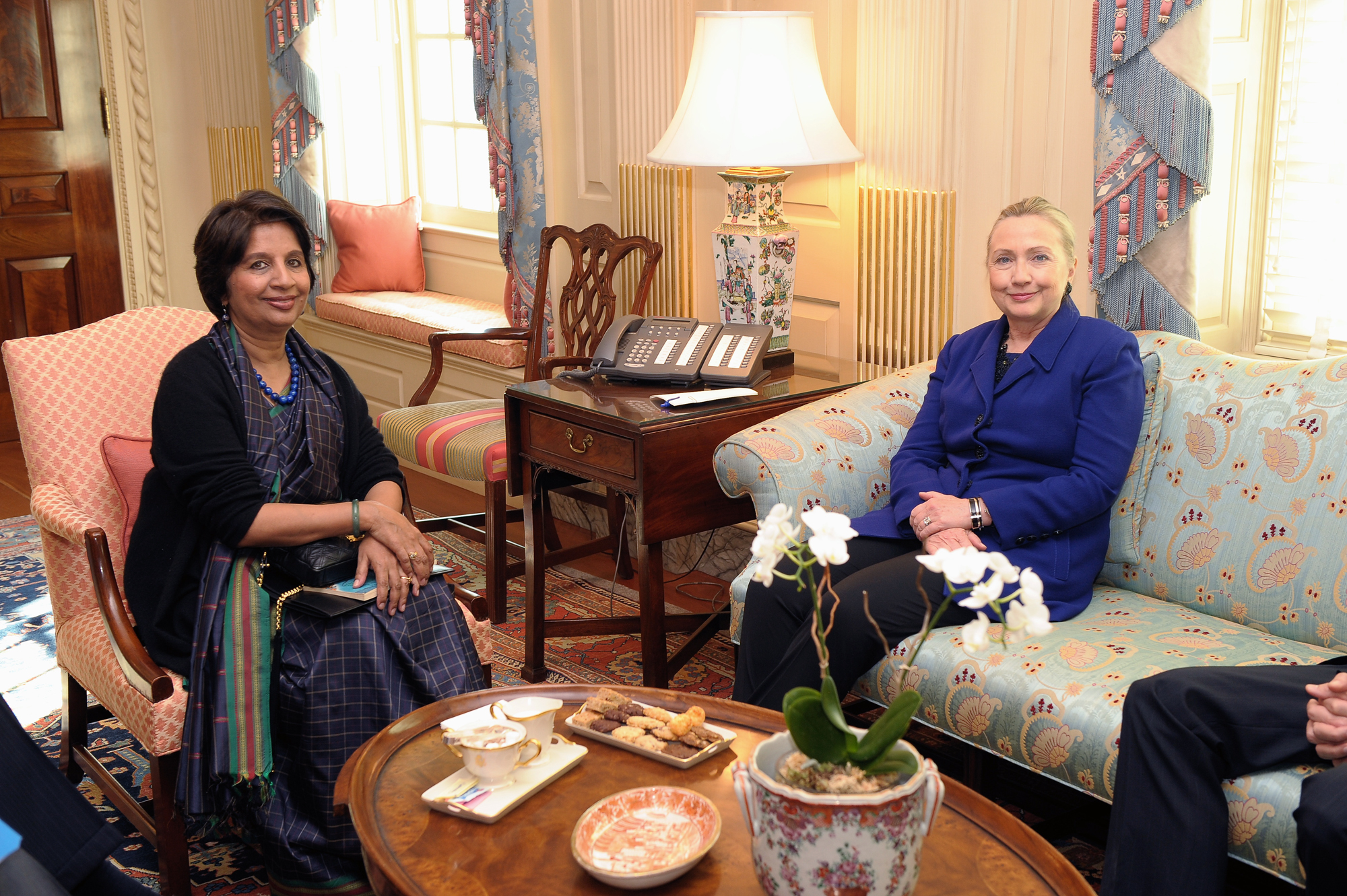
La secretaria Clinton se reúne con el embajador indio Rao, en 2012.